# Kárpát-medencei Vállalkozásfejlesztési Alap
Az Kárpát-medencei Vállalkozásfejlesztési Alap 2017 szeptemberében indult el a Széchenyi Tőkealap-kezelő Zrt. harmadik tőkealapjaként.

## Tőkeprogram
A Kárpát-medencei Vállalkozásfejlesztési Alap a 2007-2013 közötti operatív programok visszaforgó pénzeszközeiből származó, összesen 20 milliárd forint értékű tőkekerettel kezdte meg működését. A Tőkealap a Magyarországgal szomszédos országokba, azon belül is az azokban növekvő aktivitást kifejtő (terjeszkedő), illetve onnan hazánkba érkező innovatív vállalkozások bővülési szándékait kívánja finanszírozni. Akár eredően magyarországi, akár határon túli cégről van szó, a befektetések valamennyi esetben Magyarországon valósulnak meg.
Az Alap célja a nemzetstratégiai és régiós gazdaságépítési célok előmozdítása, a nemzetgazdasági szempontból jelentős beruházások finanszírozása, a magyar kis- és középvállalkozások nemzetközi – azon belül is Magyarországgal határos országok (Ausztria, Szlovákia, Ukrajna, Románia, Szerbia, Horvátország, Szlovénia) kkv-jaival történő – hosszú távú kapcsolatépítése, azon belül is az eredményes termelésre, szolgáltatásnyújtásra, kutatás-fejlesztésre, valamint munkaerő-képzésre vonatkozó vállalkozásközi együttműködések létrehozásának és sikeres fenntartásának támogatása.
A befektetésének maximuma 480 millió forint, jellemzően 4-5 éves időtávra. Az Alap által megszerzett tulajdonrész nagysága főszabályként 10-49% („csendestársi” befektetés) között lehet.